# Liste der Bodendenkmäler in Weilbach (Bayern)
Auf dieser Seite sind die Bodendenkmäler in dem oberfränkischen Markt Weilbach zusammengestellt. Diese Tabelle ist eine Teilliste der Liste der Bodendenkmäler in Bayern. Grundlage ist die Bayerische Denkmalliste, die auf Basis des Bayerischen Denkmalschutzgesetzes vom 1. Oktober 1973 erstmals erstellt wurde und seither durch das Bayerische Landesamt für Denkmalpflege geführt wird. Die folgenden Angaben ersetzen nicht die rechtsverbindliche Auskunft der Denkmalschutzbehörde.

## Bodendenkmäler in Weilbach

### Bodendenkmäler in der Gemarkung Ohrenbach
| Lage                 | Objekt                               | Akten-Nr.     | Bild |
| -------------------- | ------------------------------------ | ------------- | ---- |
| Ohrenbach (Standort) | Neuzeitliche Hofwüstung mit Kapelle. | D-6-6320-0009 |      |
| Ohrenbach (Standort) | Neuzeitliche Hofwüstung.             | D-6-6320-0010 |      |

### Bodendenkmäler in der Gemarkung Reichartshausen
| Lage                       | Objekt                                              | Akten-Nr.     | Bild |
| -------------------------- | --------------------------------------------------- | ------------- | ---- |
| Reichartshausen (Standort) | Ringwall vor- und frühgeschichtlicher Zeitstellung. | D-6-6321-0029 |      |

### Bodendenkmäler in der Gemarkung Schneeberg
| Lage                  | Objekt                                              | Akten-Nr.     | Bild |
| --------------------- | --------------------------------------------------- | ------------- | ---- |
| Schneeberg (Standort) | Spätmittelalterliche bis frühneuzeitliche Landwehr. | D-6-6321-0024 |      |

### Bodendenkmäler in der Gemarkung Weckbach
| Lage                | Objekt | Akten-Nr.     | Bild |
| ------------------- | --- | ------------- | ---- |
| Weckbach (Standort) | Archäologische Befunde im Bereich der frühneuzeitlichen Katholischen Filialkirche St. Vitus von Gönz.                                                           | D-6-6320-0019 |      |
| Weckbach (Standort) | Archäologische Befunde im Bereich der mittelalterlichen und frühneuzeitlichen Katholischen Kirche St. Wolfgang von Weckbach; in der Neuzeit mehrfach erweitert. | D-6-6321-0088 |      |
| Weckbach (Standort) | Untertägige mittelalterliche und frühneuzeitliche Befunde im Bereich des abgegangenen Schlosses in Weckbach.                                                    | D-6-6321-0089 |      |

### Bodendenkmäler in der Gemarkung Weilbach
| Lage                | Objekt | Akten-Nr.     | Bild |
| ------------------- | --- | ------------- | ---- |
| Weilbach (Standort) | Archäologische Befunde im Bereich des ehemaligen mittelalterlichen Klosters und untertägige Teile der frühneuzeitlichen Kirchenruine St. Gotthard sowie hochmittelalterlicher Burgstall. | D-6-6321-0041 |      |
| Weilbach (Standort) | Archäologische Befunde im Bereich der neuzeitlichen Katholischen Pfarrkirche St. Johannes ante portam latinam von Weilbach mit mittelalterlichem Vorgängerbau.                           | D-6-6321-0083 |      |